# Edith Loudon
Edith Loudon (* 15. Februar 1964 oder 6. Juli 1968 in Perth) ist eine schottische Curlerin.
Ihr internationales Debüt hatte Loudon bei der Curling-Europameisterschaft 1988 in Perth, wo sie die Silbermedaille gewann.
Loudon spielte als Third der britischen Mannschaft bei den XVIII. Olympischen Winterspielen in Nagano im Curling. Die Mannschaft, der auch ihre Schwester Katie angehörte, belegte nach einer 6:10-Niederlage gegen Schweden um Skip Elisabet Gustafson den vierten Platz.
2002 gelang ihr mit dem Weltmeistertitel der größte Erfolg.

## Erfolge
- Weltmeisterin 2002
- 2. Platz Europameisterschaft 1988, 1990, 1995 gemeinsam mit ihrer Schwester Katie
- Schottischer Mixed-Meister 1993 mit Katie und ihrem Bruder Peter Loudon[3]
- Schottische Meisterin 1995, 1996, 1998 und 2003 gemeinsam mit ihrer Schwester Katie[4]
- Schottische Seniorenmeisterin 2022 gemeinsam mit ihrer Schwester Katie[5]